# Emmanuel Okocha
Emmanuel Okocha (ur. 20 grudnia 1968) – nigeryjski piłkarz grający na pozycji pomocnika. W swojej karierze rozegrał 7 meczów i strzelił 1 gola w reprezentacji Nigerii. Jest bratem Jay-Jaya, również piłkarza i reprezentanta kraju.

## Kariera klubowa
Swoją karierę piłkarską Okocha rozpoczął w klubie Enugu Rangers, w barwach którego zadebiutował w 1987 roku w nigeryjskiej pierwszej lidze i grał w nim do 1992 roku. Następnie był zawodnikiem klubów niemieckich: VfB Marburg (1992-1993), Eintrachtu Haiger (1993-1994) i SV Wehen Wiesbaden (1994-1995).

## Kariera reprezentacyjna
W reprezentacji Nigerii Okocha zadebiutował 2 marca 1990 roku w przegranym 1:5 grupowym meczu Pucharu Narodów Afryki 1990 z Algierią, rozegranym w Algierze i w debiucie strzelił gola. Na tym turnieju wystąpił również w trzech innych meczach: grupowych z Egiptem (0:1) i z Wybrzeżem Kości Słoniowej (1:0) i półfinałowym z Zambią (2:0). Z Nigerią wywalczył wicemistrzostwo Afryki. Od 1990 do 1993 rozegrał w kadrze narodowej 7 meczów i strzelił w nich 1 gola.